# Oviken
Oviken is een plaats in de gemeente Berg in het landschap Jämtland en de provincie Jämtlands län in Zweden. De plaats heeft 132 inwoners (2005) en een oppervlakte van 31 hectare. De plaats ligt wat ten zuidwesten van het meer Storsjön.

## Verkeer en vervoer
Bij de plaats loopt de Länsväg 321.